# 桂令夫
桂 令夫（かつら のりお、1968年 - ）は日本のライター、翻訳家。主にテーブルトークRPGの関連メディアで活躍している。東京大学文学部イスラム学科卒。
ルーンクエストの日本での第一人者として知られている。歴史、戦史、民俗学、人類学などに強く、しかもその中でもイスラム史に詳しい。歴史や戦史関連の専門書籍の執筆や翻訳も精力的に行っている。
また、ライターとしてはテーブルトークRPGの雑誌でも歴史や戦史の雑学関係の記事をよく執筆している。
雑学記事以外にも、テーブルトークRPGのプレイングに関する実用的な攻略記事も多く手がけており、そのような記事では「先輩」と「後輩」という二人のキャラクターの掛け合いで進行させるものが多い。基本的には、ベテランゲーマーの「先輩」がちょっと生意気な「後輩」にテーブルトークRPGのプレイングを教授するというスタンスで書かれている。
強烈なガンダムフリークでもあり、ゲーム専門誌『ゲームぎゃざ』で連載したガンダムの記事では、宇宙世紀の世界観を、桂が得意とする人類学や民俗学から語るという、今まで誰も行わなかった視点の考察がされた。

## 主な翻訳物
- ルーンクエスト
- ヒーローウォーズ
- ダンジョンズ&ドラゴンズ　（ホビージャパンが日本語版を販売している第3版および第3.5版、4版）
- イット・ケイム・フロム・ザ・レイト・レイト・レイトショウ
- キャッスル・ファルケンシュタイン
- オスプレイ・メンアットアームズ・シリーズ （米国のオスプレイ社による、世界の様々な地域、時代の軍装を解説するシリーズ。新紀元社から翻訳出版されている。このうちのイスラムやローマ、中世ヨーロッパに関するいくつかを桂が翻訳している）
- アリーナ（魔法の闘技場）マジック:ザ・ギャザリングの小説

## ゲームデザイン
- ルーンクエスト・ナインティーズ (RuneQuest '90s) - 日本で作られたルーンクエスト簡易版

## 著作
- イスラム幻想世界：新紀元社 Truth In Fantasy

## 小説
- 日独最終戦争1948 死闘編〈B1〉 日本大戦車隊VS独精鋭機甲師団 ISBN 978-4054011342 1999年 学習研究社
- 日独最終戦争1948 熱砂編〈B2〉（松代守弘との共著） ISBN 978-4054013445 2000年 学習研究社
- 日独最終戦争1948 総力戦ABC〈3〉（松代守弘との共著） ISBN 978-4054014671 2001年 学習研究社
- 日独最終戦争1948 総力戦ABC〈4〉 ISBN 978-4054015159 2001年 学習研究社
- 日独最終戦争1948〈前夜編〉―B0 （松代守弘との共著）  ISBN 978-4054013988 2001年 学習研究社
いわゆる架空戦記小説。タイ・ボンバがデザインした一連の架空歴史ウォーゲーム群〈トゥモロー・ザ・ワールド〉の設定を元にした〈日独最終戦争〉シリーズの何作かを桂は手がけている。
- 空中軍艦大和1944 ISBN 978-4863203198 2010年 イカロス出版
- 空中軍艦大和1945 ISBN 978-4863204096 2010年 イカロス出版